# Jordens søjler
Jordens søjler er en roman af Ken Follett, der udkom i 1989 i England med originaltitlen: The Pillars of the Earth. Den handler om opførelsen af en katedral i Kingsbridge, en fiktiv by i England. Denne har de eksisterende katedraler i Wells og Salisbury som forlæg. 
Handlingen er henlagt til midten af 1100-tallet, primært under det anarki, som opstod efter Det Hvide Skibs forlis. Bogen følger udviklingen af gotisk arkitektur og dennes indførelse i England som ny arkitektonisk stil. Denne stil bredte sig fra Abbed Sugers Saint-Denis klosterkirke ved Paris til resten af Europa i løbet af få årtier. Konstruktioner indenfor denne byggestil benyttede sig bl.a. af farvet glas i vinduespartierne, krydshvælvinger og stræbepiller, mens udsmykningen af kirkerummet omfattede udtryksfulde skulpturer.
Før denne roman udkom var Follett fortrinsvis kendt for at skrive thrillers. Follett fik udgivet en efterfølger, Uendelige verden i 2007 og afsluttede, hvad der er blevet kendt som Kingsbridge-trilogien med Den evige ild i 2017.

## Handling i hovedtræk
Jordens søjler foregår i Stefan af Blois’ regeringstid, og den sammenvæver en række intriger og sammensværgelser med historiske begivenheder. Temaerne er udviklingen af middelalderlig arkitektur, borgerkrig, sekulære/og religiøse konflikter, samt svigtende politisk loyalitet i en kaotisk periode i Englands historie.
Delene i bogen kaldes også for f.eks. "Bog I", som i denne liste vil kendetegne "Del et".
Historien er opdelt i en prolog og seks hovedkapitler. Overskrifterne er:
- Prolog, 1123
- Del et, 1135–1136
- Del to, 1136–1137
- Del tre, 1140–1142
- Del fire, 1142–1145
- Del fem, 1152-1155
- Del seks, 1170–1174

Efter det hvide skibs forlis sidder kong Henrik den første af England tilbage uden en klar arvefølge, og anarki indtræffer ved hans død. To kandidater (Henriks nevø Stephen af Blois og Henriks datter Matilda af England) gør krav på tronen og opbygger hver sin hær. Ambitiøse gejstlige og adelige tager parti, men skifter også ind i mellem side i forsøget på at få del i magten.
Tom Builder  og hans familie vandrer rundt i det sydlige England på jagt efter arbejde. I vinterkulden dør hans sultende kone, Agnes, i barselseng, og Tom sætter det nyfødte barn ud i skoven, hvor det dog bliver fundet, og efter en del forviklinger ender i klosteret i Knightsbridge. Tom møder en kvinde Ellen, der bor i skoven i en grotte med sønnen, Jack. Jacks far er en franskmand, Jacques Cherbourg, som har overlevet det hvide skibs forlis, men senere bliver henrettet på en tvivlsom anklage for røveri af kirkerelikvier. Tom slår sig ned i Kingsbridge med Ellen og Jack og sine egne to børn. Han laver en aftale med prior Philip, der ønsker at udvide sit kloster og ombygge katedralen. Da den gamle romanske kirkebygning brænder ned om natten, er vejen banet for, at Tom kan indgå en aftale med Phillip om at bygge en ny kirke.
Philip appellerer til kongen om finansiel støtte og tildeles et stykke jord og retten til at bryde sten fra et nærliggende stenbrud, der er tilfaldet Percy Hamleigh som en del af krongodset Shiring. Percy har gjort alt for at stoppe byggeriet af katedralen og samtidig at skaffe sig af med jarl Bartholomew, fordi dennes datter, Aliena, har afvist at indgå ægteskab med Hamleighs søn William. Han fængsler jarlen og får denne dødsdømt for forræderi, således at han kan overtage lenet. William overfalder Aliena og hendes bror Richard, hvorefter han voldtager pigen og skærer drengens øre af. De er nu hjemløse og aflægger ved faderens henrettelse en ed om at gøre alt for at genindsatte Richard på faderens gods. Aliena understøtter Richard finansielt ved at sælge uld på markedet med Phillips hjælp. Richard bliver ridder i kongens hær og opnår dennes taknemmelighed, da han forsvarer ham i slaget ved Lincoln.
Der er nu forløbet ca. 10 år, og Jack og Aliena er blevet voksne og forelskede i hinanden. Biskop Waleran Bigod, som ønsker kirken og markedet i Kingsbridge lukket for at styrke sin position indenfor kirken, allierer sig med Hamleighs, så de sammen kan udnytte den manglende lovhåndhævelse på egnen. Tom er i mellemtiden kommet godt i gang med at bygge katedralen med hjælp fra sønnen Alfred. Tom har et forhold til Ellen og føler sig som en far for hendes søn Jack, der viser sig at være dygtig til at hugge skulpturer i sten. Alfred er jaloux på Jack og får byens beboere til at anklage Ellen for hor, Jack kommer i slagsmål med Alfred og må lade sig optage som munk for at få tilladelse til at blive i Kingsbridge.
William Hamleigh udnytter kongens fravær og lovens manglende håndhævelse til at nedbrænde store dele af Kingsbridge og dræbe mange af indbyggerne, herunder Tom Builder. Ved branden mister Aliena alt, hvad hun har opsparet. Hun lover at gifte sig med Alfred, hvis han støtter Richard økonomisk. Jack opsøger Aliena, og natten før hendes bryllup går de i seng med hinanden. Hun gifter sig alligevel med Alfred, men Ellen forbander brylluppet og spår, at han vil blive impotent.
Jack rejser til Frankrig og udvikler sine evner som billedhugger. I Kingsbridge overtaler Alfred Phillip til erstatte det planlagte træloft med en hvælving af sten. Bygningen styrter imidlertid sammen og dræber mange mennesker. Aliena føder en søn, men den impotente Alfred jager hende bort, da barnet ikke kan være hans. Aliena rejser til Frankrig og efter et år finder hun Jack, og de genforenes og vender tilbage til England med deres barn. Deres planer om at indgå ægteskab kræver Waleran Bigods godkendelse, men han forsøger at ramme Philip ved at føre Aliena bag lyset.
Borgerkrigen raser, indtil Stephen af Blois anerkender Mathildas søn, greven af Anjou, den senere konge Henrik den anden. Richard får retten til sin fars gamle gods, men den snu Waleran udnytter en regel, som siger, at han skal indtage borgen først, til at tvinge ham til at angribe den næsten uindtagelige fæstning. Aliena overtaler imidlertid Vilhelms unge kone, Elizabeth, som er offer for grov hustruvold, til at hjælpe Richard og hans tilhængere ind i borgen. William Hamleigh vender tilbage til landsbyen Hamleigh som sherif, hvor han sammen med Waleran indgår et komplot, der fører til mordet på Thomas Becket, Ærkebiskop af Canterbury. William bliver dømt til døden og hængt for sin deltagelse i sammensværgelsen.
Jack bliver bygmester for Phillip, men inden katedralen i Kingsbridge kan bygges færdig, har Waleran som sit sidste forsøg på at stoppe projektet beskyldt Phillip for hor ved at hævde, at munken Jonathan er Phillips søn. Ellen sværger, at Jonathan er Tom Builders søn, som forsvandt fra skoven mange år tidligere. Hun finder også beviset for Walæerans medvirken i sammensværgelsen om at sænke det hvide skib, som i starten af romanen skulle føre William Adelin, Kong Henriks arving, hjem fra Frankrig. Bigod fjernes fra sin post, men undgår henrettelse ved at leve som munk resten af sit liv.

## Hovedpersoner
- Jack Jackson (kendes også som Jack Bygmester): søn af Jacques Cherbourg (myrdet troubadur) og Ellen. Han bliver arkitekt og faglært stenhugger.
- Tom Bygmester: Bygmester med en livslang drøm om at bygge en katedral. Han bliver dræbt/nedtrampet af Williams hest, da Kingsbrigde bliver belejret, under opførelsen af katedralen.
- Ellen: datter af en ridder og kyndig i fransk og latin. Mor til Jack Jackson og først kæreste med Jacques Cherbourg - en trubadur (som dog blev dømt til døden grundet tyveri, hvilket var en falsk anklage) -, og senere Tom Builders mand.
- Prior Philip: en munk, der drømmer om at Kingsbridge skal opnå storhed og berømmelse ved hjælp af en storstilet katedral.
- William Hamleigh: søn af en mindre godsejer, som midlertidigt vinder lenet Shiring, men til sidst mister det til Richard, søn af den tidligere Jarl, Bartholomew.
- Aliena: datter af Jarlen af Shring. Hun afslår ægteskab med William Hamleigh, bliver forelsket i Jack Jackson, men gifter sig med Alfred Builder, inden hun og Jack genforenes.
- Richard (Richard af Kingsbridge): Alienas yngre bror, en ridder, der bliver en dygtig ridder i kongens tjeneste, og senere Jarl, da han er den retmæssige jarl.
- Alfred Bygmester: Toms søn, som gifter sig med Alienea, men jager hende bort, da hun føder Jacks søn. Han bliver dræbt af Alienas bror (Richard) da han voldtog hende.
- Martha: Toms datter og søster til Alfred.
- Biskop Waleran Bigod: en ambitiøs og korrupt gejstlig, der konstant skaber intriger i sin stræben efter mere magt.
- Lord Percy Hamleigh, jarl af Shiring:, Williams far.
- Lady Regan Hamleigh, grevinden af Shiring: Williams mor.

## Dokumentation
I forordet til den engelske 1999-udgave redegør Follett for sin research forud for udarbejdelsen af manuskriptet. Han har studeret arkitektur og konstruktion af gotiske kirkebygninger, ligesom han har sat sig grundigt ind i periodens stridigheder mellem kongehus, kirke og adel i England.  Romanens tætte sammenvævning af historiske begivenheder og fiktion betyder, at den genremæssigt må betegnes som faktion, bl.a. fordi en fiktiv person begår drab på en virkelig historisk person, hvilket ikke er tilladeligt i en historisk roman, hvor de virkelige begivenheder forventes at være en uafhængig ramme om de opdigtede.

## Kritik
En dansk anmelder udtrykker sig således:
”Follett forstår virkelig med sine præcise beskrivelser at gøre de mange personer nærværende og vedkommende, det er simpelthen mesterligt skrevet. Og så er der som nævnt drama og underholdning for alle pengene, hvor de gode er gode, og de onde er særdeles onde. Simpelthen en rigtig ”røverhistorie” – men en god en af slagsen.” 

## TV serie
En tysk-canadisk samproduktion, der bygger på romanen og følger handlingen ret tæt er produceret af Muse Entertainment, i samarbejde med Ridley Scott's Scott Free Films. Denne TV-version havde premiere i Canada og USA i 2010, og er ligeledes vist flere gange i DR, senest i påsken 2016.

## Musical
I 2016 blev Jordens Søjler sat op som musical på Østre Gasværk Teater i København. Musicalen blev skrevet af Thomas Høg, Lasse Aagaard og Sune Svanekier. Forestillingen blev en stor succes, som blev set af mere end 70.000 mennesker.

## Dansk udgave
Follett, Ken (2007): Jordens søjler. Oversat fra engelsk af Alis Friis Caspersen efter Pillars of the earth. Forlaget Cicero

## Eksterne links
- The Pillars of the Earth (Webside ikke længere tilgængelig) på Ken Follett's website
- IMDb liste over Miniseries
- Tandem Communications' Pillars pages